# Omicidio nel vuoto
Omicidio nel vuoto (Drop Zone) è un film del 1994 diretto da John Badham, con Wesley Snipes, Gary Busey e Yancy Butler.

## Trama
A bordo di un aereo, i fratelli Pete e Terry Nessip, entrambi poliziotti, stanno scortando l'abile pirata informatico Earl Leedy.
Mentre è in volo, l'aereo subisce un attacco terroristico e dinamitardo, e il criminale riesce a paracadutarsi fuori dal velivolo aiutato da una squadra di esperti paracadutisti. Nell'attacco, purtroppo, Terry perde la vita. Pete viene sospeso dal servizio perché la sua versione sull'evasione di Leedy non viene creduta; a quel punto inizia ad investigare sui responsabili del fatto, scoprendo che questi sono paracadutisti acrobatici. Studiando in segreto il mondo degli skydivers, Pete inizia a prendere lezioni di paracadutismo da Jessie, la compagna di uno dei membri della banda che nel frattempo è stato ucciso. Mano a mano che il puzzle verrà ricomposto, Pete capirà che il piano della banda, capeggiata da Ty Moncrief, è quello di attaccare i computer delle stesse forze dell'ordine per scoprire i nomi dei poliziotti infiltrati all'interno delle organizzazioni di narcotrafficanti.

## Critica
Il film ha ricevuto maggiormente giudizi negativi da parte della critica.